# Lieberman in Love
Lieberman in Love é um filme de drama em curta-metragem estadunidense de 1995 dirigido e escrito por Christine Lahti, W. P. Kinsella e Polly Platt. Venceu o Oscar de melhor curta-metragem em live action na edição de 1996.

## Elenco
- Danny Aiello - Joe Lieberman
- Christine Lahti - Shaleen
- Nancy Travis - Kate
- Allan Arbus - Elderly Man
- Lisa Banes - Mulher
- Beth Grant - Linda Baker
- David Rasche - M.C. at Luau
- Nick Toth - Mike Baker